# Championnats d'Europe de natation en petit bassin 2004
Navigation
Édition 2003 Édition 2005
Les 12es Championnats d'Europe de natation en petit bassin, organisés par la LEN, se sont tenus à Vienne (Autriche), du 9 au 12 décembre 2004.
La Wiener Stadthalle, où une piscine mobile a été installée, est le cadre des 38 épreuves de ces Championnats.

## Records battus

### Records du monde
- 50 m dos, par Thomas Rupprath qui le porte à 23 s 27
- relais 4 × 50 m 4 nages, par l'équipe féminine des Pays-Bas qui le porte à 1 min 48 s 21

### Records d'Europe
- 400 m 4 nages, par László Cseh qui le porte à 4 min 03 s 96
- 200 m dos, par Markus Rogan qui le porte à 1 min 51 s 24

## Tableau des médailles
| Rang | Nation             | Or | Argent | Bronze | Total |
| ---- | ------------------ | -- | ------ | ------ | ----- |
| 1er  | Allemagne          | 9  | 5      | 8      | 22    |
| 2e   | Russie             | 3  | 4      | 3      | 10    |
| 3e   | Royaume-Uni        | 3  | 4      | 2      | 9     |
| 4e   | Italie             | 3  | 3      | 2      | 8     |
| 5e   | Pays-Bas           | 3  | 2      | 1      | 6     |
| 6e   | France             | 3  | 0      | 1      | 4     |
| 7e   | Ukraine            | 2  | 5      | 1      | 8     |
| 8e   | Autriche           | 2  | 4      | 1      | 7     |
| 9e   | Suède              | 2  | 1      | 4      | 7     |
| 10e  | Hongrie            | 2  | 1      | 2      | 5     |
| 11e  | Slovaquie          | 2  | 1      | 0      | 3     |
| 12e  | Danemark           | 1  | 3      | 2      | 6     |
| -    | Pologne            | 1  | 3      | 2      | 6     |
| 14e  | Slovénie           | 1  | 1      | 1      | 3     |
| 15e  | Suisse             | 1  | 0      | 0      | 1     |
| 16e  | Finlande           | 0  | 1      | 1      | 2     |
| 17e  | Espagne            | 0  | 0      | 3      | 3     |
| 18e  | Roumanie           | 0  | 0      | 2      | 2     |
| 19e  | Lituanie           | 0  | 0      | 1      | 1     |
| -    | République tchèque | 0  | 0      | 1      | 1     |

## Résultats

### 50 m nage libre
| Rang               | Athlète        | Pays        | Temps   |
| ------------------ | -------------- | ----------- | ------- |
| Médaille d'or      | Mark Foster    | Royaume-Uni | 21 s 50 |
| Médaille d'argent  | Mark Veens     | Pays-Bas    | 21 s 72 |
| Médaille de bronze | Eduard Lorente | Espagne     | 21 s 75 |

| Rang               | Athlète               | Pays     | Temps   |
| ------------------ | --------------------- | -------- | ------- |
| Médaille d'or      | Marleen Veldhuis      | Pays-Bas | 24 s 34 |
| Médaille d'argent  | Anna-Karin Kammerling | Suède    | 24 s 57 |
| Médaille de bronze | Hinkelien Schreuder   | Pays-Bas | 24 s 64 |

### 100 m nage libre
| Rang               | Athlète            | Pays      | Temps   |
| ------------------ | ------------------ | --------- | ------- |
| Médaille d'or      | Frédérick Bousquet | France    | 47 s 52 |
| Médaille d'argent  | Filippo Magnini    | Italie    | 47 s 66 |
| Médaille de bronze | Jens Schreiber     | Allemagne | 48 s 00 |

| Rang               | Athlète          | Pays     | Temps   |
| ------------------ | ---------------- | -------- | ------- |
| Médaille d'or      | Malia Metella    | France   | 53 s 37 |
| Médaille d'argent  | Marleen Veldhuis | Pays-Bas | 53 s 63 |
| Médaille de bronze | Josefin Lillhage | Suède    | 53 s 64 |

### 200 m nage libre
| Rang               | Athlète               | Pays    | Temps         |
| ------------------ | --------------------- | ------- | ------------- |
| Médaille d'or      | Filippo Magnini       | Italie  | 1 min 44 s 57 |
| Médaille d'argent  | Massimiliano Rosolino | Italie  | 1 min 44 s 95 |
| Médaille de bronze | Paweł Korzeniowski    | Pologne | 1 min 45 s 58 |

| Rang               | Athlète          | Pays        | Temps         |
| ------------------ | ---------------- | ----------- | ------------- |
| Médaille d'or      | Josefin Lillhage | Suède       | 1 min 55 s 36 |
| Médaille d'argent  | Melanie Marshall | Royaume-Uni | 1 min 56 s 36 |
| Médaille de bronze | Petra Dallmann   | Allemagne   | 1 min 57 s 24 |

### 400 m nage libre
| Rang               | Athlète               | Pays    | Temps         |
| ------------------ | --------------------- | ------- | ------------- |
| Médaille d'or      | Massimiliano Rosolino | Italie  | 3 min 39 s 66 |
| Médaille d'argent  | Yuri Prilukov         | Russie  | 3 min 40 s 65 |
| Médaille de bronze | Paweł Korzeniowski    | Pologne | 3 min 41 s 36 |

| Rang               | Athlète          | Pays        | Temps         |
| ------------------ | ---------------- | ----------- | ------------- |
| Médaille d'or      | Keri-Anne Payne  | Royaume-Uni | 4 min 03 s 60 |
| Médaille d'argent  | Daria Parshina   | Russie      | 4 min 04 s 56 |
| Médaille de bronze | Erika Villaécija | Espagne     | 4 min 06 s 05 |

### 800 m nage libre
| Rang               | Athlète          | Pays     | Temps         |
| ------------------ | ---------------- | -------- | ------------- |
| Médaille d'or      | Flavia Rigamonti | Suisse   | 8 min 17 s 39 |
| Médaille d'argent  | Lotte Friis      | Danemark | 8 min 22 s 38 |
| Médaille de bronze | Erika Villaécija | Espagne  | 8 min 26 s 38 |

### 1500 m nage libre
| Rang               | Athlète               | Pays        | Temps          |
| ------------------ | --------------------- | ----------- | -------------- |
| Médaille d'or      | Yuriy Prilukov        | Russie      | 14 min 31 s 92 |
| Médaille d'argent  | David Davies          | Royaume-Uni | 14 min 32 s 56 |
| Médaille de bronze | Massimiliano Rosolino | Italie      | 14 min 39 s 54 |

### 50 m dos
| Rang               | Athlète             | Pays      | Temps   |
| ------------------ | ------------------- | --------- | ------- |
| Médaille d'or      | Thomas Rupprath     | Allemagne | 23 s 27 |
| Médaille d'argent  | Vyacheslav Shyrshov | Ukraine   | 24 s 50 |
| Médaille de bronze | Helge Meeuw         | Allemagne | 24 s 52 |

| Rang               | Athlète            | Pays               | Temps   |
| ------------------ | ------------------ | ------------------ | ------- |
| Médaille d'or      | Antje Buschschulte | Allemagne          | 27 s 42 |
| Médaille d'argent  | Kateryna Zubkova   | Ukraine            | 27 s 50 |
| Médaille de bronze | Ilona Hlaváčková   | République tchèque | 27 s 57 |

### 100 m dos
| Rang               | Athlète         | Pays               | Temps   |
| ------------------ | --------------- | ------------------ | ------- |
| Médaille d'or      | Thomas Rupprath | Allemagne          | 50 s 73 |
| Médaille d'argent  | Markus Rogan    | Autriche           | 50 s 80 |
| Médaille de bronze | László Cseh     | République tchèque | 52 s 09 |

| Rang               | Athlète            | Pays      | Temps   |
| ------------------ | ------------------ | --------- | ------- |
| Médaille d'or      | Kateryna Zubkova   | Ukraine   | 58 s 58 |
| Médaille d'argent  | Antje Buschschulte | Allemagne | 58 s 70 |
| Médaille de bronze | Louise Ørnstedt    | Danemark  | 58 s 76 |

### 200 m dos
| Rang               | Athlète        | Pays     | Temps         |
| ------------------ | -------------- | -------- | ------------- |
| Médaille d'or      | Markus Rogan   | Autriche | 1 min 51 s 24 |
| Médaille d'argent  | Blaž Medvešek  | Slovénie | 1 min 52 s 39 |
| Médaille de bronze | Evgeny Aleshin | Russie   | 1 min 53 s 71 |

| Rang               | Athlète         | Pays        | Temps         |
| ------------------ | --------------- | ----------- | ------------- |
| Médaille d'or      | Louise Ørnstedt | Danemark    | 2 min 06 s 33 |
| Médaille d'argent  | Sarah Price     | Royaume-Uni | 2 min 07 s 24 |
| Médaille de bronze | Gemma Spofforth | Royaume-Uni | 2 min 07 s 64 |

### 50 m brasse
| Rang               | Athlète        | Pays     | Temps   |
| ------------------ | -------------- | -------- | ------- |
| Médaille d'or      | Oleg Lisogor   | Ukraine  | 26 s 92 |
| Médaille d'argent  | Roman Sludnov  | Russie   | 27 s 09 |
| Médaille de bronze | Emil Tahirovič | Slovénie | 27 s 17 |

| Rang               | Athlète          | Pays        | Temps   |
| ------------------ | ---------------- | ----------- | ------- |
| Médaille d'or      | Sarah Poewe      | Allemagne   | 31 s 09 |
| Médaille d'argent  | Elena Bogomazova | Russie      | 31 s 46 |
| Médaille de bronze | Kate Haywood     | Royaume-Uni | 31 s 52 |

### 100 m brasse
| Rang               | Athlète       | Pays    | Temps   |
| ------------------ | ------------- | ------- | ------- |
| Médaille d'or      | Roman Sludnov | Russie  | 58 s 73 |
| Médaille d'argent  | Oleg Lisogor  | Ukraine | 58 s 81 |
| Médaille de bronze | Igor Borysik  | Ukraine | 59 s 70 |

| Rang               | Athlète       | Pays      | Temps         |
| ------------------ | ------------- | --------- | ------------- |
| Médaille d'or      | Sarah Poewe   | Allemagne | 1 min 06 s 50 |
| Médaille d'argent  | Mirna Jukić   | Autriche  | 1 min 07 s 05 |
| Médaille de bronze | Simone Weiler | Allemagne | 1 min 07 s 70 |

### 200 m brasse
| Rang               | Athlète         | Pays    | Temps         |
| ------------------ | --------------- | ------- | ------------- |
| Médaille d'or      | Paolo Bossini   | Italie  | 2 min 07 s 29 |
| Médaille d'argent  | Sławomir Kuczko | Pologne | 2 min 07 s 61 |
| Médaille de bronze | Grigory Falko   | Russie  | 2 min 07 s 66 |

| Rang               | Athlète      | Pays      | Temps         |
| ------------------ | ------------ | --------- | ------------- |
| Médaille d'or      | Anne Poleska | Allemagne | 2 min 21 s 79 |
| Médaille d'argent  | Mirna Jukić  | Autriche  | 2 min 22 s 79 |
| Médaille de bronze | Sarah Poewe  | Allemagne | 2 min 24 s 33 |

### 50 m papillon
| Rang               | Athlète       | Pays        | Temps   |
| ------------------ | ------------- | ----------- | ------- |
| Médaille d'or      | Mark Foster   | Royaume-Uni | 23 s 35 |
| Médaille d'argent  | Jere Hård     | Finlande    | 23 s 38 |
| Médaille de bronze | Oliver Wenzel | Allemagne   | 23 s 50 |

| Rang               | Athlète               | Pays      | Temps   |
| ------------------ | --------------------- | --------- | ------- |
| Médaille d'or      | Anna-Karin Kammerling | Suède     | 25 s 73 |
| Médaille d'argent  | Martina Moravcová     | Slovaquie | 26 s 14 |
| Médaille de bronze | Fabienne Nadarajah    | Autriche  | 26 s 27 |

### 100 m papillon
| Rang               | Athlète           | Pays      | Temps   |
| ------------------ | ----------------- | --------- | ------- |
| Médaille d'or      | Thomas Rupprath   | Allemagne | 50 s 67 |
| Médaille d'argent  | Nikolai Skvortsov | Russie    | 50 s 92 |
| Médaille de bronze | Ioan Gherghel     | Roumanie  | 52 s 26 |

| Rang               | Athlète           | Pays      | Temps   |
| ------------------ | ----------------- | --------- | ------- |
| Médaille d'or      | Martina Moravcová | Slovaquie | 56 s 89 |
| Médaille d'argent  | Mette Jacobsen    | Danemark  | 58 s 43 |
| Médaille de bronze | Malia Metella     | France    | 58 s 47 |

### 200 m papillon
| Rang               | Athlète            | Pays     | Temps         |
| ------------------ | ------------------ | -------- | ------------- |
| Médaille d'or      | Nikolai Skvortsov  | Russie   | 1 min 52 s 90 |
| Médaille d'argent  | Paweł Korzeniowski | Pologne  | 1 min 53 s 19 |
| Médaille de bronze | Ioan Gherghel      | Roumanie | 1 min 54 s 86 |

| Rang               | Athlète             | Pays      | Temps         |
| ------------------ | ------------------- | --------- | ------------- |
| Médaille d'or      | Martina Moravcová   | Slovaquie | 2 min 06 s 68 |
| Médaille d'argent  | Mette Jacobsen      | Danemark  | 2 min 06 s 99 |
| Médaille de bronze | Caterina Giacchetti | Italie    | 2 min 07 s 11 |

### 100 m quatre nages
| Rang               | Athlète       | Pays      | Temps   |
| ------------------ | ------------- | --------- | ------- |
| Médaille d'or      | Peter Mankoč  | Slovénie  | 53 s 05 |
| Médaille d'argent  | Markus Rogan  | Autriche  | 53 s 64 |
| Médaille de bronze | Oliver Wenzel | Allemagne | 54 s 14 |

| Rang               | Athlète             | Pays        | Temps         |
| ------------------ | ------------------- | ----------- | ------------- |
| Médaille d'or      | Alexandra Urbanczyk | Pologne     | 1 min 00 s 75 |
| Médaille d'argent  | Lisa Chapman        | Royaume-Uni | 1 min 00 s 88 |
| Médaille de bronze | Teresa Rohmann      | Allemagne   | 1 min 01 s 18 |

### 200 m quatre nages
| Rang               | Athlète             | Pays     | Temps         |
| ------------------ | ------------------- | -------- | ------------- |
| Médaille d'or      | Markus Rogan        | Autriche | 1 min 55 s 15 |
| Médaille d'argent  | László Cseh         | Hongrie  | 1 min 55 s 36 |
| Médaille de bronze | Vytautas Janusaitis | Lituanie | 1 min 57 s 45 |

| Rang               | Athlète             | Pays      | Temps         |
| ------------------ | ------------------- | --------- | ------------- |
| Médaille d'or      | Teresa Rohmann      | Allemagne | 2 min 09 s 40 |
| Médaille d'argent  | Alexandra Urbanczyk | Pologne   | 2 min 10 s 64 |
| Médaille de bronze | Julie Hjørt-Hansen  | Danemark  | 2 min 13 s 03 |

### 400 m quatre nages
| Rang               | Athlète         | Pays    | Temps         |
| ------------------ | --------------- | ------- | ------------- |
| Médaille d'or      | László Cseh     | Hongrie | 4 min 03 s 96 |
| Médaille d'argent  | Luca Marin      | Italie  | 4 min 05 s 93 |
| Médaille de bronze | Igor Berezutsky | Russie  | 4 min 08 s 91 |

| Rang               | Athlète        | Pays      | Temps         |
| ------------------ | -------------- | --------- | ------------- |
| Médaille d'or      | Éva Risztov    | Hongrie   | 4 min 32 s 26 |
| Médaille d'argent  | Teresa Rohmann | Allemagne | 4 min 34 s 38 |
| Médaille de bronze | Katinka Hosszú | Hongrie   | 4 min 35 s 41 |

### 4 × 50 m nage libre
| Rang               | Athlète                                                           | Pays      | Temps         |
| ------------------ | ----------------------------------------------------------------- | --------- | ------------- |
| Médaille d'or      | David Maitre Alain Bernard Romain Barnier Frédérick Bousquet      | France    | 1 min 26 s 24 |
| Médaille d'argent  | Benjamin Friedrich Thomas Rupprath Jens Schreiber Carsten Dehmlow | Allemagne | 1 min 26 s 30 |
| Médaille de bronze | David Nordenlilja Marcus Piehl Erik Andersson Petter Stymne       | Suède     | 1 min 26 s 98 |

| Rang               | Athlète                                                                | Pays      | Temps         |
| ------------------ | ---------------------------------------------------------------------- | --------- | ------------- |
| Médaille d'or      | Inge Dekker Hinkelien Schreuder Chantal Groot Marleen Veldhuis         | Pays-Bas  | 1 min 37 s 97 |
| Médaille d'argent  | Dorothea Brandt Janine Pietsch Daniela Götz Petra Dallmann             | Allemagne | 1 min 38 s 52 |
| Médaille de bronze | Lina Petersson Anna-Karin Kammerling Josefin Lillhage Claire Hedenskog | Suède     | 1 min 38 s 76 |

### 4 × 50 m quatre nages
| Rang               | Athlète                                                          | Pays      | Temps         |
| ------------------ | ---------------------------------------------------------------- | --------- | ------------- |
| Médaille d'or      | Thomas Rupprath Mark Warnecke Fabian Friedrich Carsten Dehmlow   | Allemagne | 1 min 34 s 56 |
| Médaille d'argent  | Vyacheslav Shyrshov Oleg Lisogor Sergiy Breus Oleksandr Volynets | Ukraine   | 1 min 34 s 94 |
| Médaille de bronze | Tero Raty Jarno Pihlava Jere Hård Matti Rajakyla                 | Finlande  | 1 min 35 s 89 |

| Rang               | Athlète                                                                    | Pays      | Temps         |
| ------------------ | -------------------------------------------------------------------------- | --------- | ------------- |
| Médaille d'or      | Hinkelien Schreuder Moniek Nijhuis Inge Dekker Marleen Veldhuis            | Pays-Bas  | 1 min 48 s 21 |
| Médaille d'argent  | Janine Pietsch Sarah Poewe Antje Buschschulte Dorothea Brandt              | Allemagne | 1 min 48 s 52 |
| Médaille de bronze | Emelie Kierkegaard Sanja Dizdarević Anna-Karin Kammerling Josefin Lillhage | Suède     | 1 min 50 s 05 |